# Овідій
Пу́блій Ові́дій Назо́н (лат. Publius Ovidius Naso), або Овідій; 20 березня 43 до н. е. , Сульмона, сучасна Італія — 17, Томіс, сучасна Констанца, Румунія) — останній з поетів «золотої доби» римської літератури, твори якого мали суттєвий вплив на пізнішу європейську середньовічну літературу та по наш час.

## Життя
Згідно з автобіографічним твором «Скорботні елегії», Овідій народився в забезпеченій провінційній сім'ї вершницького стану. Із братом Луцієм, який був на рік старший, спочатку навчався в граматичній школі в Римі, а потім отримав звичайну для того часу риторичну освіту. Виявивши непересічні здібності до риторики, займався політикою: був одним з нижчих міських урядників у колегії тріумвірів, а опісля, членом судової колегії децемвірів. Проте потяг до віршування узяв верх: став членом гуртка Марка Валерія Мессали, мав нагоду зустрітися з Вергілієм на декламуванні Горацієм його віршів, підтримував дружні зв'язки з Секстом Проперцієм й Тібуллом. Освіту завершив у Афінах, після чого здійснив подорож східним Середземномор'ям з поетом Емілієм Макром, а потім до повернення в Рим побував на Сицилії.
У грудні 8 року н. е. імператор Октавіан Август несподівано заслав поета у Томи — грецьку колонію біля гирла Дунаю (нині сучасне місто Констанца на території Румунії). Причинами для вигнання були «образа та помилка»: «образою» стала поема «Мистецтво кохання», яка з'явилась вісьмома роками раніше, що сам поет підкреслював неодноразово — вихід поеми випадково збігся зі скандалом, пов'язаним з подружньою невірністю дочки імператора Юлії. Проте натяк Овідія, в чому полягала «помилка», залишився нерозгаданим. Був якийсь безпосередній привід, щось «ненароком побачене», можливо, якийсь факт, який компрометував Октавіана Августа або його сім'ю. Дослідники вважають, що Овідій був довіреною особою в любовному зв'язку Юлії, інші — що він був утаємничений у династичні інтриги, з метою позбавити Тиберія, сина імператриці Лівії від попереднього шлюбу, прав спадкоємця.
Коли це сталося, Овідій перебував на острові Ельба. Невідомо, чи відбувся якийсь суд, можливо, таємний. Проте майно поета не конфісковано і його третя дружина Фабія, рідня імператора, залишилась у Римі, щоб домогтися помилування. Перед від'їздом вигнанець спалив «Метаморфози», хоча саме цей твір поет вважав запорукою свого безсмертя, своїм пам'ятником; на щастя, друзі зберегли копії твору. На засланні лише віра у відданість дружини та сподівання на милість імператора слугували Овідію єдиною втіхою. Після смерті Августа у 14 році з'явилась надія на швидке звільнення, проте у Тиберія, до якого поет звертався через його племінника Германіка, розуміння не знайшов через недовіру Тиберія до Германіка. Під кінець життя Овідій, вочевидь, змирився з долею.

## Творчість

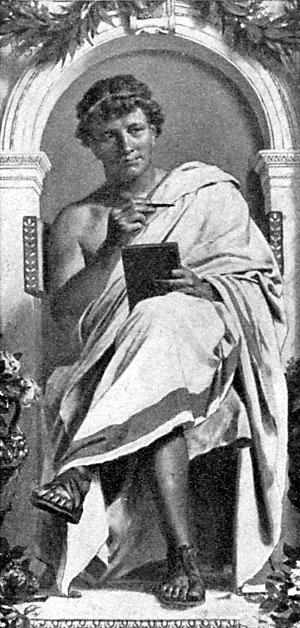
Публій Овідій Назон, картина Антона ван Вернера

Овідій виховувався в атмосфері Римської імперії Октавіана Августа, коли по закінченню громадянських воєн надзвичайно зросла заможність італійських землевласників. Поет відобразив у своїй творчості ідеологію вершницького стану, який досяг у той час свого найвищого економічного розвитку. Соціальна та філософська проблематика, характерна для попереднього літературного покоління (Вергілій, Горацій), Овідієві чужа. У його творчості переважають еротичні теми, в яких головним є не глибокі почуття, а дотепна іронічна гра традиційними літературними мотивами, з постійними переспівами як попередників, так і самого себе. Твори Овідія відрізняються віртуозною легкістю і гнучкістю стилю, яким він володів досконало.
Блискучий поетичний дебют Овідія («Любовні елегії») пов'язаний з еротичною елегією, поширеним жанром у його час. У цьому жанрі відбилися настрої середніх верств суспільства, які поринали від суспільної діяльності в сферу особистого життя. Поет згадує своїх попередників — Корнелія Галла, Тібулла та Секста Проперція; однак він не був лише наслідувачем, свої елегії він створює в цілком іншій тональності, грайливого, часом легковажного трактування теми кохання. Публічні декламації «Любовних елегій» відразу принесли їх авторові загальне визнання.

### Початок
Першими літературними дослідами Овідія, за винятком тих, які він, за його власними словами, віддавав вогню «для виправлення», були «Героїди» і любовні елегії. Яскравість поетичного обдарування Овідія втілилася і в «Героїдах», але найбільшу увагу римського суспільства він звернув на себе любовними елегіями, які вийшли, під заголовком «Amores», спочатку в п'яти книгах, але згодом, по виключенню багатьох творів самим поетом - три книги з 49 віршів, які збереглися донині. Ці любовні елегії, зміст яких у тій чи іншій мірі, можливо, ґрунтується на любовних пригодах, пережитих поетом особисто, пов'язані з вигаданим ім'ям його подруги, Корінни, яке і прогриміло на весь Рим, як про це заявляв сам поет (totam cantata per Urbem Corinna).
У цій досить поширеній формі в римській літературі, яка вже мала своїх класиків, Овідію вдалося проявити у повній силі яскраве обдарування. Вона одразу зробила його ім'я знаним. Закінчуючи останню з цих елегій, він зобразив себе настільки ж прославленим своїм народом пелігнів, скільки Мантуя зобов'язана своєю славою Віргілію, а Верона — Катуллу. Безперечно, поетичного обдарування, вільного, невимушеного, із блискучою дотепністю і влучністю виразу, в цих елегіях дуже багато, як багато точних життєвих спостережень, уваги до деталей та версифікаторського таланту, для якого, мабуть, не існувало ніяких метричних труднощів. Попри це велика частина творчого шляху Овідія була ще попереду.

### «Скорботні елегії» і «Понтійські листи»

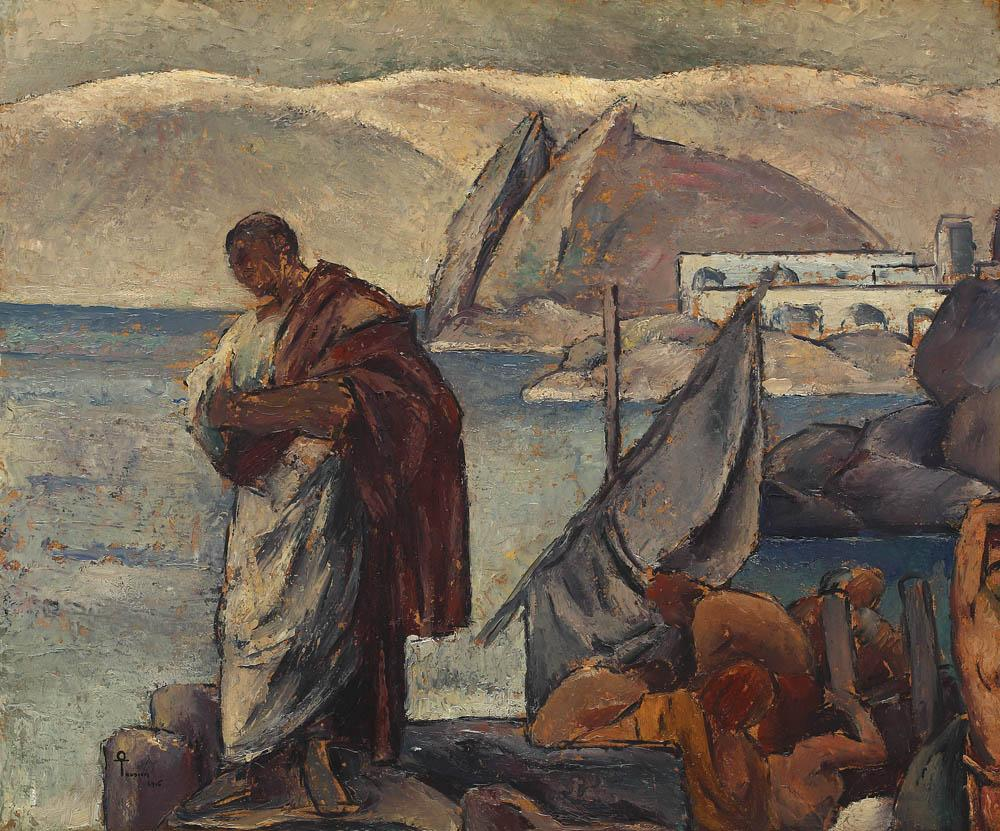
Овідій у вигнанні, картина

Заслання на береги Чорного моря дало привід до написання цілого ряду творів, викликаних виключно новим місцеперебуванням поета. Засвідчуючи невичерпну силу таланту Овідія, вони носять зовсім інший колорит і представляють Овідія зовсім в іншому настрої, ніж до того, як його спіткала його катастрофа. Найближчим результатом цієї катастрофи були його «Скорботні Елегії» або просто «Скорботи» (Tristia), які він почав писати ще в дорозі й продовжував писати на місці заслання протягом трьох років, зображуючи своє сумне положення, скаржачись на долю і намагаючись схилити Августа до помилування. Елегії, які цілком відповідають своєму заголовку, вийшли в п'яти книгах, звернені в основному до дружини, деякі — до дочки і друзів, а одна з них, найбільша, частка другої книги — до Августа. Ця остання книга дуже цікава не тільки ставленням, в яке поет ставить себе до особистості імператора, виставляючи його велич і подвиги і принижено просячи прощення своїм гріхам, але й заявляє, що його звичаї зовсім не так погані, як про це можна думати, судячи зі змісту його віршів: навпаки, життя його цнотливе, а пустотлива тільки його муза (таку заяву згодом робив і Марціал, на виправдання змісту багатьох своїх епіграм). У цій же елегії приводиться цілий ряд поетів грецьких і римських, на яких хтивий зміст їхніх віршів не може накликати ніякої кари; вказується також на римські мімічні вистави, крайня непристойність яких дійсно служила школою розпусти для всієї маси населення.

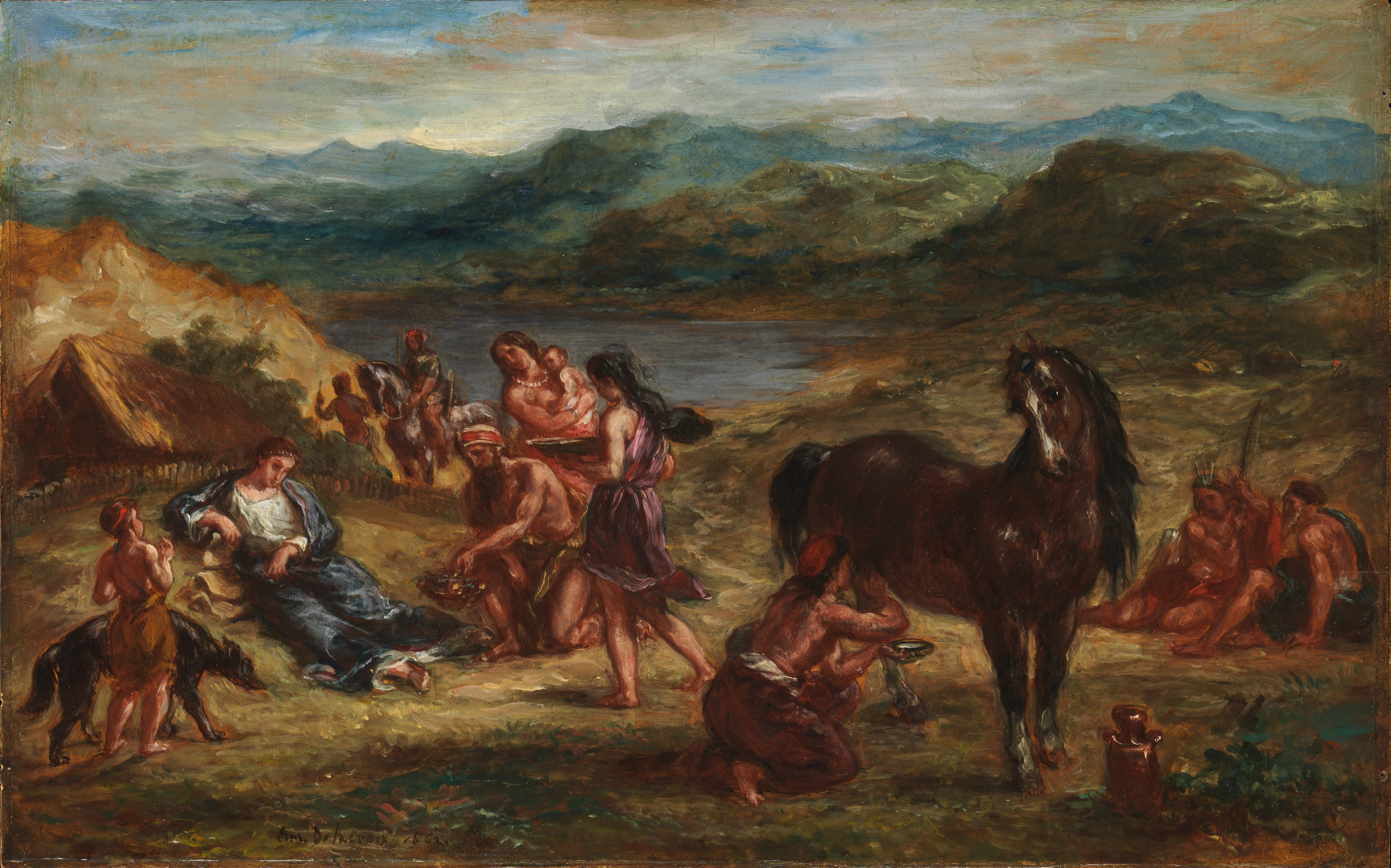
Овідій серед скіфів пензля Ежена Делакруа

За «Скорботними елегіями» були написані «Понтійські листи» (Ex Ponto), у чотирьох книгах. Зміст цих адресованих Альбіновану та іншим особам листів по суті той самий, що і в елегій, з тією тільки різницею, що в порівнянні з останніми, «Листи» виявляють помітне падіння таланту поета. Це відчувалося і самим Овідієм, який відверто зізнається, що перечитуючи, він соромиться написаного і пояснює слабкість своїх віршів тим, що муза не хоче йти до грубих гетів; виправляти ж написане — додає він — у нього не вистачає сил, тому що для його хворої душі важке всяке напруження. Цитата з Листів часто використовується авторами як прохання до читача про поблажливість. Тяжкість положення відбилася, очевидно, на свободі духу поета; постійний гніт несприятливої обстановки все більш і більш засмучував політ його фантазії. Звідси втомлива монотонність, яка в поєднанні з мінорним тоном складає в зрештою тяжке враження — загибелі першорядного таланту, поставленого в жалюгідні й неприродні умови і втрачає свою могутність навіть у мові та віршуванні. Однак, з берегів Чорного моря прийшли в Рим два твори Овідія, які свідчать про те, що таланту Овідія були під силу і предмети, обробка яких вимагала тривалого і серйозного вивчення.

### «Наука кохання», «Засоби для краси» і «Ліки від кохання»

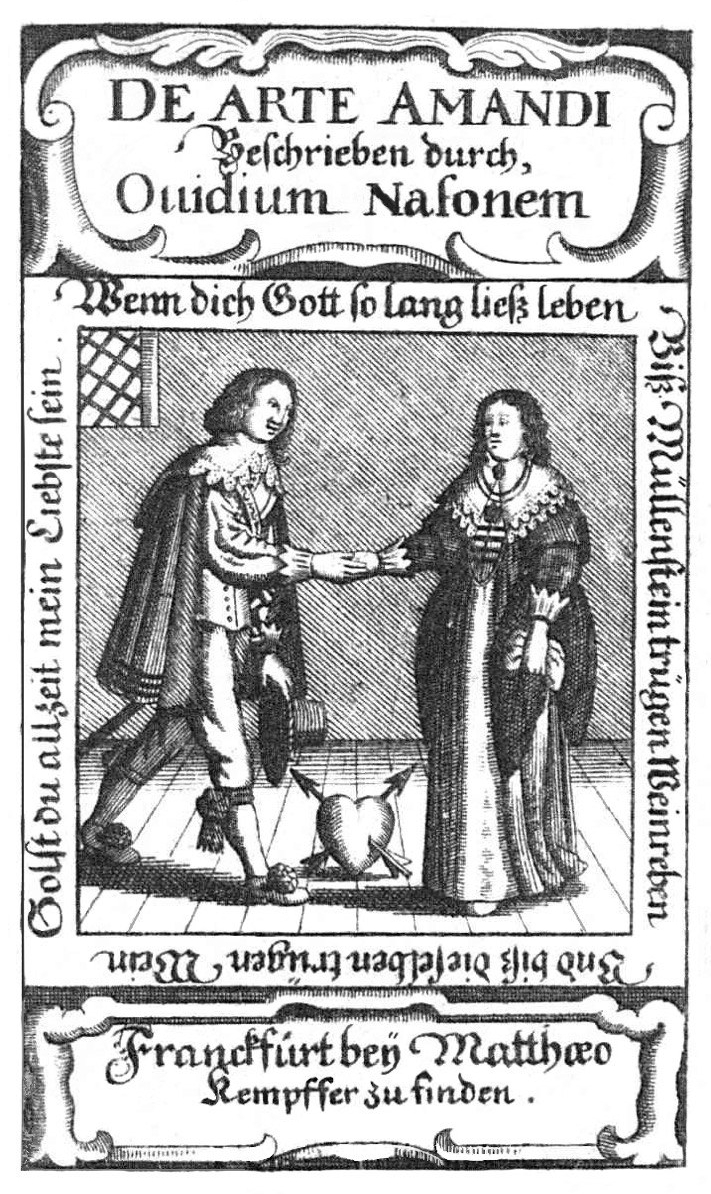
Видання «Ars amatoria» («Наука кохання») 1644 року, Франкфурт

Не менший резонанс викликав і наступний твір поета, про написання якого він сповіщав своїм читачам ще у 18-й елегії II книги і який в рукописах і виданнях Овідія носить назву «Ars amatoria» («Любовна наука», «Наука кохання», «Мистецтво кохання»), а у творах самого поета — просто «Ars». Це дидактична поема у трьох книгах, написана, як майже всі твори Овідія, елегійним розміром і містить у собі настанови, спочатку для чоловіків, якими засобами можна купувати і зберігати за собою жіночу любов (1 і 2 книги), а потім для жінок, як вони можуть привертати до себе чоловіків і зберігати їхню прихильність.
Твір цей відрізняється в інших випадках відомою нескромністю змісту, яку автор змушений був виправдовувати перед офіційною мораллю тим приводом, що писав свої настанови для вільновідпущениць, які жили в Римі, та іноземок, на яких вимоги про суворість поведінки не поширювалися (Trist., II, 303). У літературному відношенні «Наука кохання» чудово розкриває повну зрілість таланту і руку майстра, яка вміє обробити кожну деталь і не втомлюється малювати одну картину за одною, з блиском, твердістю і самовладанням. Написано цей твір близько 2—1 років до н. е., коли поетові було 41—42 роки від народження.
Одночасно з «Наукою любові» з'явився твір Овідія, який належить до того самого розряду і від якого до нас дійшов лише уривок у 100 віршів. У виданнях він носить заголовок «Medicamina faciei». На цей твір, як на готове, вказує жінкам Овідій у III книзі «Науки кохання» (ст. 205), називаючи його «Medicamina formae» («Засоби для краси») і додаючи, що він хоч і невеликий за обсягом, але великий за старанням, яким написано (parvus, sed cura grande, libellus, opus). У збереженому уривку розглядаються засоби, пов'язані з доглядом за обличчям. Незабаром після «Науки кохання» Овідій видав «Ліки від кохання» («Remedia amoris») — поему в одній книзі, де він, не відмовляючись і на майбутній час від своєї служби Амуру, хоче полегшити становище тих, кому любов у тягар і які бажали б від неї позбутися. У напрямку, якого Овідій досі тримався, далі йому йти було нікуди, і він став шукати інші сюжети. Незабаром розробив міфологічні та релігійні перекази, результатом чого були два його капітальних твори: «Метаморфози» і «Фасти».

### «Героїди», «Метаморфози», «Фасти»
Несподівано елегії отримали політичну забарвленість, коли поет полемізував проти тенденцій Октавіана Августа законодавчим шляхом відновити суворість сімейних звичаїв. Нову форму для варіації елегії поет створив у збірці «Героїди», де у вигляді скаржень міфічних героїнь на своїх коханців та чоловіків, з якими вони були в розлуці, майстерно розкрита психологія окремих героїнь. Овідій взяв матеріал із трагедій Евріпіда та творів еліністичної літератури й мистецтва, проте міфологічні образи модернізував, зберігаючи лише традиційні імена та ситуації.
Присвятивши любовній елегії майже десять років, Овідій закінчив три книги дидактичної поеми «Наука кохання», яка містить практичні поради для закоханих, й «Засоби від кохання». Елегії написані в іронічно-повчальному тоні у витонченій риторичній техніці своєю композицією пародіюють наукові трактати. Поет не приховував свого зверхнього ставлення до офіційного прославляння стародавніх чеснот. Суто практичним твором «Про косметику», Овідій підбив підсумок своїй діяльності як поета любові й звернувся до серйозніших тем.
Овідій взявся до здійснення справді величезного задуму: розпочав поему «Фасти», де, йдучи за календарем, від свята до свята, хотів описати сотні міфів та історичних подій, пов'язаних з історією Риму. Цей твір набув державної ваги, тому що імператор Октавіан Август дбав про відновлення храмів та релігійних свят, відчуваючи себе послідовником Юлія Цезаря. Овідій виступив у ролі охоронця державної ідеології. Одночасно з «Фастами», які мали включати дванадцять книг, поет створив ще обширніший епічний твір — поему «Метаморфози», в якій у вигляді зв'язної поеми на матеріалі міфів про різноманітні перевтілення автор задумав пояснити все, що відбувається в мінливому світі природи. У цьому творі Овідій розгорнув понад двісті сказань про чудесні метаморфози, починаючи від створення світу як першого «перетворення» хаосу на космос і закінчуючи офіційним міфом про перетворення Юлія Цезаря на зірку.
Через заслання «Метаморфози» залишились не відшліфованими остаточно, а «Фасти» були завершені тільки наполовину. Сумна метаморфоза спіткала самого поета, на засланні творчість носила переважно ліричний характер. П'ять книг твору «Скорботні елегії» та чотири книги «Послань з Понту» містять переважно нарікання на долю вигнанця; «Ібіс» — гнівна відповідь проти якогось недоброзичливця; дидактична поема «Наука рибальства», яка залишилась незавершеною.
З творів Овідія, які не дійшли до XXI століття, в античності високо цінувалася трагедія «Медея», де розкривається постать невгамовної в своїх пристрастях жінки. Популярність Овідія в античності та в середні віки була величезною. «Метаморфози» сприймалися як язичницька Біблія, яка підлягала алегоричному тлумаченню. Для світської поезії Овідій був вчителем любові, а навколо життя складалися легенди. Епоха Відродження принесла з собою численні новелістичні переробки овідієвих міфів, а в XVII—XVIII ст. ці міфи слугували невичерпним джерелом оперних та балетних тем. Цитуваннями з Овідія підкріплювали свої настанови автори поетик, читаних в Києво-Могилянській академії. У цьому середовищі (свідоцтва Б. Коннора, Шерера) вважалося, що могила Овідія знаходиться десь на території України, і це переконання дожило до доби Просвітництва. Овідія наслідував Григорій Сковорода («Похвала астрономії»)
Захоплено відгукувався про нього Т. Шевченко, називаючи «найдосконалішим творінням всемогутнього творця вселенної».

### Втрачені твори
Хоча збереглися ці два твори, але до XXI століття не дійшла трагедія Овідія, під заголовком «Медея», яка хоч і була твором юності поета, але вважалася в римській літературі одним з найкращих зразків цього літературного виду. На ній із задоволенням зупинявся Квінтіліан (X, 1, 98), про неї згадував і Тацит у «Розмові про ораторів» (гл. 12). Не дійшло і ще декількох творів, написаних частиною в Римі, частиною в Томах і в числі останніх — панегірик Августу, писаний гетською мовою, про що сповіщає в одному зі своїх «Понтійських листів» (IV, 13, 19 і сл.) сам Овідій, все ще не втрачаючи надії на полегшення своєї долі, якщо не на повне помилування. Однак цим надіям збутися не судилося. Не тільки Август, але і Тиберій, до якого він також звертався з благаннями, не повернули його із заслання: поет помер у Томах в 17 році, був похований на околицях міста.

## Перелік творів

Metamorphoses, 1643

### Твори, що дійшли до XXI століття
- (10 до н. е.) Любовні елегії (Amores), п'ять книг, пізніше (бл. 1 н. е.) перероблених в три.
- (5 до н. е.) Героїди (Heroides або  Epistulae Heroidum, «Послання героїнь»), 21 послання (листи 16-21 складені бл. 4-8 рр. н. е.).
- (5 до н. е.) Ліки від кохання (Remedia amoris).
- (5 до н. е.) Про косметику (Про жіночі косметики або Засіб з догляду за жіночим обличчям) (Medicamina faciei femineae), збереглося 100 рядків.
- (2 до н. е.) Мистецтво кохання (Ars amatoria ), три книги (частково написані пізніше).
- (8 н. е.) Метаморфози (Methamorphoseon), 15 книг.
- (9 н. е.) Ібіс (Ibis), поема.
- (10 н. е.) Скорботні елегії (Tristia ), п'ять книг.
- (10 н. е.) Послання з Понта (Epistulae ex Ponto), чотири книги.
- (12 н. е.) Фасти, або Римський календар (Fasti), збереглося шість книжок, перші шість місяців року.

(Дати досить приблизні)

### Твори втрачені або сумнівного походження

Пам'ятник Овідію у Києві на території МАУП (Міжрегіональної Академії Управління)

- Медея (Medea), втрачена трагедія про Медею.
- Горіхове дерево (Nux) — вважається сумнівним.
- Втішення, адресоване Лівії або Траурна пісня на смерть Друза (Consolatio ad Liviam або Epicedium Drusi ) — часто помилково приписується Овідію.
- Наука рибальства (Haleutica) — твір сумнівного походження.

## Українські переклади
У журналі «Зоря» (Львів, 1880-97) було опубліковано декілька перекладів з «Метаморфоз»; перекл. Олена Пчілка та О. Маковей. Д. Николишин у 1920-х роках виконав переклад першої пісні шумковим віршем, в якому твір набував української народної форми, яка посилювалося переробленням імен (напр. «батько Сатурненко», «Дафна Пенеївна» тощо). Суттєвим кроком стали переклади елегій Миколи Зерова, гекзаметр під рукою майстра став могутнім виражальним засобом, а не лише монотонним поєднанням дактилів. Окремі уривки з «Метаморфоз» переклала Ю. Кузьма. Повний і довершений переклад «Метаморфоз» належить А. Содоморі. Також А. Содомора переклав повністю «Любовні елегії», «Мистецтво кохання» та «Скорботні елегії». Кілька елегій Овідія також переклав Григорій Кочур.

## Афоризми
- «Сказано — зроблено»
- «Навчатися дозволено й у ворога»
- «Заборонений плід солодкий»
- «Мистецтво полягає в тому, щоб в творі мистецтва його не було помітно»
- «Ми захоплюємося старовиною, але живемо сучасністю»
- «Ніщо так не приваблює жінок, як обіцянки»
- «Добре прожив той, хто добре заховався»

## Спадщина
Овідій був останній з відомих поетів Августової доби, зі смертю якого закінчилося золоте століття римської поезії. Зловживання талантом у період його найбільшого розвитку позбавило його права стояти поряд з Вергілієм і Горацієм, але джерелом вирували в ньому поетичне обдарування і віртуозність його віршової техніки, що робили його улюбленцем не тільки між сучасниками, але й увесь подальший час існування Римської імперії. Безперечно, Овідій як поет посідає одне з чільних місць у римській літературі. Його «Метаморфози» і «Фасти» досі читаються в школах, як взірцеві твори латинської мови і віршування.

## Вшанування пам'яті
- Пам'ятник Овідію у Києві.
- На честь Овідія названо селище міського типу в Одеській області — Овідіополь.
- У смт Овідіополь провулок Маяковського перейменували на провулок Овідія.
- На честь Овідія названо кратер на Меркурії.